# Radio Seven
Radio Seven este un post privat de radio din București, capitala României. Se axează pe formatul educațional național cultural.

## Istoric
S-a lansat în anul 2007, exclusiv online, ca post de radio al Universității „Spiru Haret”, sub denumirea Radio România de Mâine. Din 2008 emite și în FM, pe frecvența 103,4 Mhz. Și-a schimbat de-a lungul timpului numele în RRM Student FM, Radio H FM și radio H FM 2.0. Din 2015, se numește Radio Seven.

## Grila actuală
Emisiunea matinală a postului, 7 Dimineața, se difuzează de luni până vineri între orele 7:00 și 10:00 și este prezentată de Alex Crăciun și Mihai Cioceanu. Între 10:00 și 13:00, Bogdan Nicolescu prezintă Divers cu sens. Programele de după-amiază sunt Tache și face! (13:00-16:00, moderator Robert Tache) și Pâine și Kirk (16:00-19:00, moderator Kirk). Segmentul de seară este difuzat între 19:00-22:00, sub numele Destreseara, emisiunea lui Silviu Munteanu.